# Цбинден, Жюльен Франсуа
Жюльен Франсуа Цбинден (фр. Julien-François нем. Zbinden; 11 июля 1917, Роль — 8 марта 2021, Лозанна) — швейцарский композитор и пианист.
Начал учиться игре на фортепиано в возрасте семи лет у Эрнеста Декостера. В 1934—1938 гг. посещал занятия в Нормальной школе Лозанны, уже в 1936 г. аккомпанировал Коулмену Хокинсу, выступавшему в Женеве. В 1940—1945 гг. совершенствовался как пианист под руководством Гертруды Келлер-Шенг (1894—1964) и Мари Пантес, одновременно учился также игре на скрипке. Основы композиции освоил самостоятельно, однако изучал оркестровку и контрапункт у Рене Жербе.
Как эстрадный и джазовый музыкант сотрудничал с Пьером Дюданом. В 1947 г. поступил в штат Радио Лозанны как пианист и звукорежиссёр, с 1956 г. заведовал музыкальный вещанием. В 1965 г. заместитель директора по музыкальному вещанию на Радио романской Швейцарии. В 1973—1979 гг. председатель Ассоциации швейцарских музыкантов, в 1978—1991 гг. президент Швейцарского общества авторских прав (SUISA).
Композиторское наследие Цбиндена включает камерный балет-фарс «Туфля» (фр. La pantoufle; 1960, для четырёх сопрано, контральто и фортепиано), оперу «Происшествия» (фр. Faits divers; 1958) на либретто Марселя Сенешо (1904—1974), в премьере которой была занята Дениз Дюваль. Ему принадлежат также четыре симфонии (1953, 1956, 1989, 2007), скрипичный (1962), гобойный (1976) и кларнетный (1996), другие камерные, вокальные и хоровые сочинения.
Как джазовый пианист записал несколько альбомов, последний, под названием Last Call…?, вышел в 2011 году. В 2017 г. в Швейцарии отметили столетие музыканта.